# 普安路 (上海市)
普安路是中華人民共和國上海市黃浦區一條南北走向道路。北起延安東路，南至崇德路，全長669.8米，寬12.4米。道路建於1900年，最初名為孤山路。1906年更名為維爾蒙路，路名來自於公董局董事。1943年10月更名為普安路，路名來自於貴州省黔西南布依族苗族自治州普安縣。沿途有廣場公園和淮海公園。